# Liste des paroisses orthodoxes en Normandie
 (avril 2024).
La mise en forme du texte ne suit pas les recommandations de Wikipédia : il faut le « wikifier ».
Les points d'amélioration suivants sont les cas les plus fréquents :
- Les titres sont pré-formatés par le logiciel. Ils ne sont ni en capitales, ni en gras.
- Le texte ne doit pas être écrit en capitales (les noms de famille non plus), ni en gras, ni en italique, ni en « petit »…
- Le gras n'est utilisé que pour surligner le titre de l'article dans l'introduction, une seule fois.
- L'italique est rarement utilisé : mots en langue étrangère, titres d'œuvres, noms de bateaux, etc.
- Les citations ne sont pas en italique mais en corps de texte normal. Elles sont entourées par des guillemets français : « et ».
- Les listes à puces sont à éviter, des paragraphes rédigés étant largement préférés. Les tableaux sont à réserver à la présentation de données structurées (résultats, etc.).
- Les appels de note de bas de page (petits chiffres en exposant, introduits par l'outil «  Source ») sont à placer entre la fin de phrase et le point final[comme ça].
- Les liens internes (vers d'autres articles de Wikipédia) sont à choisir avec parcimonie. Créez des liens vers des articles approfondissant le sujet. Les termes génériques sans rapport avec le sujet sont à éviter, ainsi que les répétitions de liens vers un même terme.
- Les liens externes sont à placer uniquement dans une section « Liens externes », à la fin de l'article. Ces liens sont à choisir avec parcimonie suivant les règles définies. Si un lien sert de source à l'article, son insertion dans le texte est à faire par les notes de bas de page.
- La présentation des références doit suivre les conventions bibliographiques. Il est recommandé d'utiliser les modèles {{Ouvrage}}, {{Chapitre}}, {{Article}}, {{Lien web}} et/ou {{Bibliographie}}. Le mode d'édition visuel peut mettre en forme automatiquement les références.
- Insérer une infobox (cadre d'informations à droite) n'est pas obligatoire pour parachever la mise en page.

Pour une aide détaillée, merci de consulter Aide:Wikification.
Si vous pensez que ces points ont été résolus, vous pouvez retirer ce bandeau et améliorer la mise en forme d'un autre article.
Listes paroisses et lieux de retraite chrétienne orthodoxe de l'Eure, la présence chrétienne orthodoxe en Normandie existe depuis les années folle (1919-1929) et la présence de l'émigration russe consécutive à la révolution russe d'octobre 1917.,

## La liste des lieux orthodoxe de Normandie
| localisation           | nom                                                                                              | fonction                                        | image |
| ---------------------- | ------------------------------------------------------------------------------------------------ | ----------------------------------------------- | ----- |
| Chauvincour-Pauvremont | monastère de la lesna                                                                            | monastère feminin                               |       |
| La Chapelle-Réanville  | Paroisse orthodoxe Sainte Catherine d'Alexandrie de Vernon et sa région (patriarcat de Roumanie) | eglise paroissiale                              |       |
| Reuilly ( eure)        | Église orthodoxe apostolique ( APC-UAOC)                                                         | église métropolitaine de Normandie et de France |       |
| Colombelles (Calvados) | Église Saint-Serge-et-Saint-Vigor                                                                | sanctuaire et paroisse                          |       |
| Caen                   | Paroisse orthodoxe Saint-André-et-Sainte-Alexandra et aumônerie orthodoxe du C.H.R.U.            | église paroissiale                              |       |
| Val d'Arry (Calvados)  | Église orthodoxe Saint Serge et st Vigor ISMH                                                    | église paroissiale                              |       |
| Chandrai (Ornes)       | Monastère Notre-Dame-de-la-Miséricorde                                                           | monastère                                       |       |
| Caen                   | Oratoire saint Michel et saint Bishoï                                                            | oratoire                                        |       |
| Valognes               | communauté Sainte-Cécile (ancienne chapelle des sœurs franciscaines)                             | Oratoire                                        |       |
| Rouen                  | PAROISSE SAINT SILOUANE DE L'ATHOS ET SAINT VICTRICE DE ROUEN                                    |                                                 |       |
| Rouen                  | ASSOCIATION CULTUELLE DES CHRÉTIENS ORTHODOXE ÉRYTHRÉENS A ROUEN                                 |                                                 |       |
| Rouen                  | Paroisse saint Michel et saint Martin                                                            |                                                 |       |